# Any Old Wind That Blows
Any Old Wind That Blows je album Johnnyja Casha, objavljen 1973. u izdanju Columbia Recordsa. Iznjedrio je tri hita, od kojih je najpoznatiji "Oney", broj dva na country ljestvici singlova. Naslovna pjesma te "If I Had a Hammer" Petea Seegera (koju su prije toga snimili Peter, Paul and Mary) također su postali singlovi. Sam Cash je ponovno snimio "Country Trash" gotovo tri desetljeća kasnije, na albumu American III: Solitary Man. Sami album se popeo na peto mjesto country ljestvice.

## Popis pjesama
1. "Any Old Wind That Blows" (Dick Feller) – 2:47
2. "Kentucky Straight" (Cash) – 2:05
3. "Your Loving Gift" (Kris Kristofferson) – 2:17
4. "The Good Earth" (Larry Gatlin) - 3:12
5. "Best Friend" (Bill Dees, Roy Orbison) - 3:15
6. "Oney" (Jerry Chesnut) – 3:07
7. "Ballad of Annie Palmer" (Cash) – 3:09
8. "Too Little Too Late" (Cash) - 2:27
9. "If I Had a Hammer" (Lee Hays, Pete Seeger) – 2:28
10. "Country Trash" (Cash) - 1:47
11. "Welcome Back Jesus" (Cash) – 2:49

## Ljestvice
Album - Billboard (Sjeverna Amerika)
| Godina | Ljestvica      | Pozicija |
| ------ | -------------- | -------- |
| 1973.  | Country albumi | 5        |
| 1973.  | Pop albumi     | 188      |

Singlovi - Billboard (Sjeverna Amerika)
| Godina | Singl                     | Ljestvica        | Pozicija |
| ------ | ------------------------- | ---------------- | -------- |
| 1972.  | "If I Had a Hammer"       | Country singlovi | 29       |
| 1972.  | "Oney"                    | Country singlovi | 2        |
| 1972.  | "Any Old Wind That Blows" | Country singlovi | 3        |

## Vanjske poveznice
- Podaci o albumu i tekstovi pjesama